# Pauline Manser
Pauline Manser (* 2. Februar 1969 in Mount Gambier) ist eine ehemalige australische Beachvolleyball- und Volleyballspielerin. sowie heutige Trainerin.

## Karriere Halle
In der Halle spielte Manser von 1987 bis 1991 für die University of New Mexico.  In den letzten beiden Jahren ihres Studiums wurde sie ins Women’s Volleyball all-america Team gewählt In ihrer Senior–Saison führte sie darüber hinaus ihre Mannschaft als Kapitänin zur Western Athletic Conference (WAC) Meisterschaft und wurde auch noch WAC Spielerin des Jahres. Als erste Sportlerin dieser Hochschule, die diese Auszeichnung erhielt, wurde die Zuspielerin und Außenangreiferin ein Jahr später in die Hall of Honor der Universität aufgenommen. Zur Spielzeit 1994/95 wurde die Australierin von VF Bayern Lohhof als Diagonalspielerin verpflichtet. Nachdem sie die Erwartungen nicht erfüllen konnte, wurde der Vertrag Ende 1994 aufgelöst. Mit der australischen Nationalmannschaft absolvierte  Manser mehr als 100 Länderspiele.

## Karriere Beach
Die in South Australia geborene Athletin startete ihre internationale Beachvolleyball-Karriere 1997 an der Seite von Liane Fenwick. Das Duo erreichte einen fünften Rang in Marseille und drei neunte Plätze bei weiteren Open-Turnieren. Außerdem nahmen Fenwick/Manser an der ersten offiziellen Weltmeisterschaft 1997 in Los Angeles teil; dort kamen sie auf den 17. Platz.
Im folgenden Jahr trat Manser mit Kerri Pottharst an. Die beiden erreichten gleich bei ihrem ersten gemeinsamen Open-Turnier in Rio de Janeiro das Endspiel. Bei den Goodwill Games 1998 in New York City sowie den Acapulco Open 1999 wurden sie ebenfalls Zweite. Weitere Halbfinals spielten sie in Dalian und Salvador da Bahia. In Marseille wurden sie Siebte der Weltmeisterschaft 1999.
Nach der WM bildete Manser ein neues Beachpaar mit Tania Gooley. Das Duo wurde in Espinho und Dalian zweimal Neunter. Im Jahr 2000 erreichten Gooley/Manser fast bei jeder Turnier-Teilnahme die Top Ten. Den Grand Slam in Chicago beendeten sie auf dem neunten Platz und bei den Berlin Open unterlagen sie erst im Endspiel dem US-Duo May-Treanor/McPeak. Außerdem nahmen die Australierinnen an den Olympischen Spielen 2000 in Sydney teil. Vor heimischem Publikum kamen sie bis ins Viertelfinale, das sie gegen die späteren Finalistinnen Adriana Behar / Shelda Bede aus Brasilien verloren.

## Karriere als Trainerin
Seit ihrem Karriereende als Spielerin war Manser als Trainerin tätig. Sie betreute zunächst Mannschaften in der australischen Liga und war von 2007 bis 2009 Co-Trainerin der Nationalmannschaft. Anschließend coachte sie die Western Australian Pearls drei Mal in Folge zur Landesmeisterschaft der Frauen. Parallel dazu war sie auch zeitweise Cheftrainerin der australischen Auswahl. Ab 2015 arbeitete sie als Assistenztrainerin und ab 2018 als Chefcoach an ihrer ehemaligen Ausbildungsstätte, der Universität von New Mexico. Seit 2021 trainiert sie in hauptverantwortlicher Position das weibliche Team von Perth Steel, mit dem sie im ersten Jahr nach den pandemiebedingten Saisonausfällen das Finale und 2023 den Titel erreichte.

## Auszeichnungen
- 1990: Wahl ins All–American−Team
- 1991: Wahl ins All–American−Team[2]
- 1991: Wahl zur WAC Spielerin des Jahres
- 1992: Aufnahme in die Hall of Honor der University of New Mexico[1]
- 2009: Joe Hiller Coach of the Year
- 2010: Joe Hiller Coach of the Year[11]
- 2012: Aufnahme in die Hall of Fame von Volleyball Australia[6]

## Sonstiges
Pauline Manser beendete 1991 ihr Studium mit dem wissenschaftlichen Abschluss in Health Promotion cum laude.